# Бардагон
Бардаго́н — село в Свободненском районе Амурской области, Россия. Входит в Новгородский сельсовет.
Основано в 1883 году. Название с эвенкийского «бардаг» — болото, гуща, муть.

## География
Село Бардагон — спутник города Свободного, расположено на правом берегу реки Зеи в 10 км ниже по течению от центра города.
Рядом (~500 м) расположено озеро Пионерское, отделённое от села сосновым бором. К северу от села протекает река Бардагонка (длиной 11 км), впадающая в Зею.
Имеется подъездная дорога к селу со стороны посёлка Подгорный от проходящей в 3,5 км к западу трассы Свободный — Благовещенск. Расстояние по автодорогам до села Новгородка — 14 км.
Ближайшая ж.-д. станция Михайло-Чесноковская находится в Свободном.

## Население
| 2002 | 2010 | 2012 | 2013 | 2014 | 2015 | 2016 |
| ---- | ---- | ---- | ---- | ---- | ---- | ---- |
| 161  | ↘156 | ↗157 | ↗164 | ↗188 | ↘183 | ↘176 |
| 2017 | 2018 |      |      |      |      |      |
| ↘167 | ↘161 |      |      |      |      |      |

## Инфраструктура
- В селе находится станция Пионерская Малой Забайкальской (Амурской) железной дороги — конечная на самой длинной в мире детской железной дороге Свободный — Подгорный — Бардагон.
- Летний детский оздоровительный лагерь «Сосновый бор» на берегу Пионерского озера.
- Реабилитационный центр «Бардагон» — Государственное автономное учреждение социального обслуживания Амурской области "Реабилитационный центр для детей и подростков с ограниченными возможностями «Бардагон».
- База Дeтcкогo мopcкогo цeнтpa города Свободного (база Клуба юных моряков (КЮМ) до 2009) с учебными катерами[11].
- Пляж на реке Зее и пляж на озере Пионерское — два из 24 официальных мест отдыха на воде в Амурской области[12].
- В 3 км от села находится железнодорожный мост через Зею, на юго-восток (на левый берег Зеи) идёт дорога к Серышево и Белогорску.